# Anarchismus
Anarchismus je politická ideologie usilující o nastolení anarchie, tedy bezvládí. Anarchisté často odmítají sociální, ekonomické a politické hierarchie a jiné formy nadvlády člověka nad člověkem (např. náboženská, ideologická, rasová, genderová nebo věková). Klasický anarchismus je směsicí různých libertariánských myšlenek v otázkách osobní svobody a socialistických myšlenek v otázkách společenské a komunitní zodpovědnosti. Spolu s libertariánským marxismem tak představuje jeden ze dvou hlavních proudů libertariánského socialismu.
Anarchisté odmítají politickou moc a centralizaci, usilují tedy o omezování a nahrazení vnucené státní moci a institucí dobrovolnými organizačními strukturami. Donucování z pozice moci je vnímáno jako překážka lidské svobody. Všechny anarchistické směry s výjimkou anarchokapitalismu usilují o překonání kapitalismu. Ten, jakožto systém založený na soukromém vlastnictví výrobních prostředků, z podstaty vytváří hierarchii mezi vlastníkem výrobních prostředků a jeho podřízenými (zaměstnanci), kvůli čemuž není kompatibilní s anarchismem a jeho vizí společnosti bez hierarchie, nadvlády a nerovnosti – tj. anarchie. Tato společnost není chaotická, ale organizovaná na principu federalismu v decentralizovaných samosprávně organizovaných jednotkách vzniklých na základě dobrovolně přijímaného přirozeného a zvykového práva. Výrobní prostředky by v této společnosti byly vlastněny společně a řízeny decentralizovaně skrze odbory, samosprávy pracujících, družstva, obce a komuny, což oponuje jak myšlence ekonomiky řízené státem (státní socialismus), tak trhem. Anarchisté tvrdí, že lidská pospolitost je schopna sebeřízení, seberegulace a správy bez vnuceného právního řádu ve formě zákonů.

## Etymologie
Výraz anarchismus je odvozený z řeckého slova ἀναρχος, anarchos, znamenající bez vládců, složeného z předpony ἀν-, an-, znamenající bez a ἄρχή, archos, znamenající vládce či vůdce. Výraz „anarchia“ pak znamená stav bez (utlačovatelské) autority. Kořeny tohoto pojmu se nalézají u buddhistického myšlení, antického Řecka nebo z časů anglické občanské války.

## Dějiny

### Předchůdci
Nejranější anarchistické myšlenky lze nalézt v díle taoistického filosofa Lao-c'. Za předchůdce anarchismu je také považován Petr Chelčický, jeho učení má blízko ke křesťanskému anarchismu, jenž rozvinul především Lev Nikolajevič Tolstoj. Během Velké francouzské revoluce měli blízko anarchismu tzv. zběsilí (enragés). Podle Petra Kropotkina byl William Godwin prvním myslitelem, který zformuloval politickou a ekonomickou koncepci anarchismu. Dalšími mysliteli anarchismu jsou Proudhon, Bakunin, Kropotkin a další. Ti dali anarchismu základní principy a to: sebeorganizaci, vzájemnou pomoc a dobrovolné sdružování. Byli názoru, že člověk může být sobecký a zkažený, ale dokáže spolupracovat s ostatními. Anarchisté považují násilí za nepřijatelné a snaží se jej vyvarovat, i když se najdou skupiny anarchistů, kteří se hlásí k různým teroristickým činům.
Hlavní příčinou je odmítání státu, což znamená odmítnout vnucenou vládu a zákony. Anarchismus dává přednost zřízení bez státní společnosti, kde si je každý roven a smlouvy vznikají na základě dobrovolných dohod.
Anarchisté často hlásali hesla, která sepsal J. J. Rousseau ve svém prvním pojednání O společenské smlouvě: „Člověk se narodil jako svobodný, ale všude je v okovech.“ Díky tomu chápali společenský řád jako něco, co vzniká spontánně a k tomu nejsou potřeba práva a pořádek.

### Politické a sociální hnutí
Anarchismus jako svébytné sociální hnutí a světonázor se formoval až od 40. let 19. století zejména ve Francii, Itálii či Španělsku v souvislosti s kapitalistickou průmyslovou revolucí a sebeorganizováním pracující třídy za účelem zlepšení životních podmínek a finálně společenské změny. Prvním člověkem, kterým se nazval anarchistou, byl Francouz Pierre-Joseph Proudhon. Anarchisté, zejména Michail Alexandrovič Bakunin a marxisté v čele s Karl Marxem tvořili První internacionálu. Anarchistickou sekcí byla Jurská federace. Marxisté požadovali centralizaci, anarchisté decentralizaci a odmítali autoritářství. Anarchisté byli posléze vyloučení a 1. internacionála zanikla.
Roku 1886 se během stávky chicagských dělníků za osmihodinový pracovní den udál Haymarketský masakr a následná poprava anarchistů odsouzených za konspiraci. Další popravy anarchistů ve Spojených státech amerických se uskutečnily ve 20. letech 20. století v rámci soudního procesu známému jako aféra Sacco-Vanzetti.
Na konci 19. století a začátku 20. století se taktikou anarchismu stala mimo jiné propaganda činem, teroristické akce proti státním reprezentantům za účelem vybuzení mas k povstání. Anarchisté v rámci propagandy činem provedli úspěšné atentáty na italského krále Umberta I., rakouskou císařovnu Alžbětu Bavorskou, amerického prezidenta Williama McKinleyho, řeckého krále Jiřího I. a československého ministra financí Aloise Rašína.
Po první světové válce se anarchisté vyhranili vůči rostoucímu vlivu fašismu a značná část anarchistů odmítla bolševismus, zatímco jiní se se sovětskou skutečností smířili (panarchismus)[zdroj?]. Během občanské války ve Španělsku se na území s převládajícím anarchistickým společenským vlivem (Katalánsko, Aragonie a část Valencie) proběhla sociální revoluce, do které se zapojilo mnoho set tisíc lidí. Po kolapsu republikánské vlády, neschopné postavit se na odpor puči skupiny generálů v čele s F. Frankem, anarchisté, anarchosyndikalisté a jejich spojenci postavili několik dobrovolnických miličních jednotek v síle tří divizí, které spolu s jednotkami levicových sil řadu měsíců držely frontový úsek mezi francouzskou hranicí a oblastí Teruelu. V zázemí pak proběhla sociální transformace, kdy většina ekonomiky včetně infrastruktury byla kolektivizována pracujícími na základě již existujících odborových struktur – především anarchosyndikalistické Národní konfederace práce (CNT), mající v roce 1936 přibližně 1 500 000 členů.

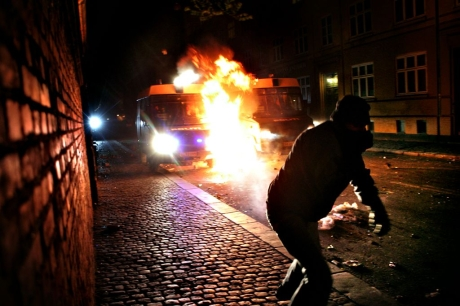
Legitimita užívání násilí v politickém boji proti státu i proti kapitalismu je jedním z diskutovaných bodů anarchistické filosofie.

Anarchistická Ukrajina, známá jako Machnovščyna, Nestora Machna, která existovala cca mezi léty 1917–1921 na východě dnešní Ukrajiny, kolem městečka Huljajpole. Anarchistická Ukrajina svobodných rolníků byla brutálně rozdrcená ruskými bolševiky, se kterými předtím potřela armády Bílých.
Levicoví anarchisté odmítají „státní socialismus“ Východního bloku a dalších zemí, považují ho za státní kapitalismus, který chápou jako posun od soukromého kapitalisty ke státu, který je jediným zaměstnavatelem a kapitalistou.

### Anarchismus v Česku
Významný vliv měl v českých zemích anarchokomunismus, který reprezentovali např. Bohuslav Vrbenský nebo Stanislav Kostka Neumann.

#### Manifest českých anarchistů
Myšlenka formulace manifestu vznikla na sjezdu osmnácti anarchistických organizací, které existovaly na území Čech. Konference se konala v roce 1896 a dala za cíl vznik manifestu jako společného anarchistického stanoviska. Tento manifest měl být nečekanou proklamací a měl sloužit jako shrnutí již existujících postojů. Toto dílo mělo ucelovat myšlenky formulující se od poloviny 19. století, avšak narazilo na cenzurní zákony, které text zkrátily na polovinu. 
Manifest hlásal vyčlenění se od české sociální demokracie a nástup vlastního proudu. Anarchisté v manifestu odmítají politickou organizaci proletariátu, která stála proti dosažení svobody jedince. Manifest klade důraz na rozvoj osobní svobody individua a na zachování jeho svébytnosti. Základní myšlenkou manifestu je: „Svobodu vidíme jen, kde není autorit – v anarchii.“ Tímto manifestem se český anarchismus potvrdil jako samostatný proud a položil základy pro další vývoj a tvorbu. 

#### Anarchismus v české literatuře ve 20. století
Anarchismus se v české literatuře objevuje na přelomu 19. a 20. století. Autoři se sdružují okolo časopisu Nový kult, jehož šéfredaktorem je S. K. Neumann. Tito autoři se vyčleňují vůči jinému českému směru a to proti české dekadenci. Společnými znaky anarchistických autorů jsou pohrdání soudobou společností, odmítání politického systému a odpor k autoritám. Autoři též vedou tulácký či bohémský život, při kterém kladou především důraz na svobodu jedince, spravedlivou společnost a antimilitarismus. Na začátku století jde o velice radikální směr, avšak okolo roku 1910 se autoři usazují a vydávají se na cestu „klidnější poezie“.

##### Karel Toman
Procestoval celou Evropu jako tulák, usadil se v Praze, kde se věnoval tvorbě. Mezi nejvýznamnější básnickou sbírku patří „Torzo života“ – zde popisuje zážitky ze svých tuláckých let.

##### Fráňa Šrámek
Studoval v Písku, poté práva v Praze. Byl vězněn za účast na demonstracích, byl až radikálně antimilitaristický, avšak byl povolán na bojiště 1. světové války. Básnická sbírka „Modrý a Rudý“ symbolizuje v modré barvě barvu uniformy a oproti tomu rudý je odpor a anarchistický vzdor.

## Současný anarchismus
Současný anarchismus se zapojuje do antifašistického hnutí, ekologických hnutí a do anarchosyndikalistických a radikálních odborových hnutí.
Anarchismus sehrál důležitou úlohu v myšlenkovém světě umění a některých subkultur, jako byl například punk/hardcore, hippies, literárních hnutí, jako byli například beat generation, generace českých buřičů a kyberpunk. Svými anarchistickými názory je známý také americký lingvista Noam Chomsky.
Moderní anarchisté vycházejí často z náboženství taoismu nebo zenového buddhismu, které nabízí hodnoty tolerance a přirozené harmonie. I díky velkým příznivcům anarchismu se tomuto směru nedostalo k transformaci k významnému politickému hnutí. Anarchismus ovlivňuje stále častěji aktuální politickou pravici a levici svými myšlenkami. Levice se snaží o naplnění lidské svobody a to díky akcím nebo protestům. Pravice taktéž zdůrazňuje svobodu jednotlivce a lze ji získat jen díky tržní konkurenci. Anarchismus se zaměřuje na témata jako jsou znečištění, ničení životního prostředí, globální nerovnost nebo genderovou nerovnost. Těmito tématy se zajímají i antikapitalistická nebo antiglobalizační hnutí.
V polovině 20. století Murray Rothbard definoval pojem anarchokapitalismus, který vychází z rakouské ekonomické školy, klasického liberalismu a amerického individualistického anarchismu 19. století.
Na začátku 90. let 20. století popsal Timothy C. May svou vizi kryptoanarchismu, který prostřednictvím moderních technologií kryptografie a počítačových sítí, umožní lidem přímou komunikaci a směnu bez zásahu státu.

## Anarchistické směry

Symbol anarchismu – A v kruhu

### Anarchoindividualismus
Anarchoindividualismus, kterému položili základy Angličan William Godwin a Němec Max Stirner, propagující vyhraněný egoismus proti respektu z morálky, státu či Boha, resp. celkové společenské struktury. V USA byl anarchoindividualismus rozvíjen Lysander Spoonerem, Benjaminem Tuckerem a Josiah Warrenem. Tento směr se k důležitosti osvícenského rozumu. Jejím základem je suverenita jednotlivce. Jeho stoupenci vycházejí z krajního klasického liberalismu, kde platí, že jedinec je lidská bytost, která má absolutní a neomezenou moc.
I tak ale dochází k určitým rozporům mezi krajním liberalismem a anarchoindividualismem. Například anarchisté věří, že jednotlivci dokážou žít v harmonii a dostatku všeho, aniž by museli mít společnost, která by dohlížela a zároveň chránila před jinými jednotlivci. Dále věří, že anarchisté dokážou společně žít a pracovat a konflikty by neřešili násilím, ale smírem. Zatím co liberálové jsou toho názoru, že moc vlády mohou udržet jen díky vytvářením dalších institucí, že konané volby nutí vládu k odpovědnosti, atd. Tyto myšlenky anarchisté odmítají. Jsou toho názoru, že všechny zákony ať už demokratické, diktátorské nebo jiné, omezuji svobodu jedince.

### Anarchomutualismus

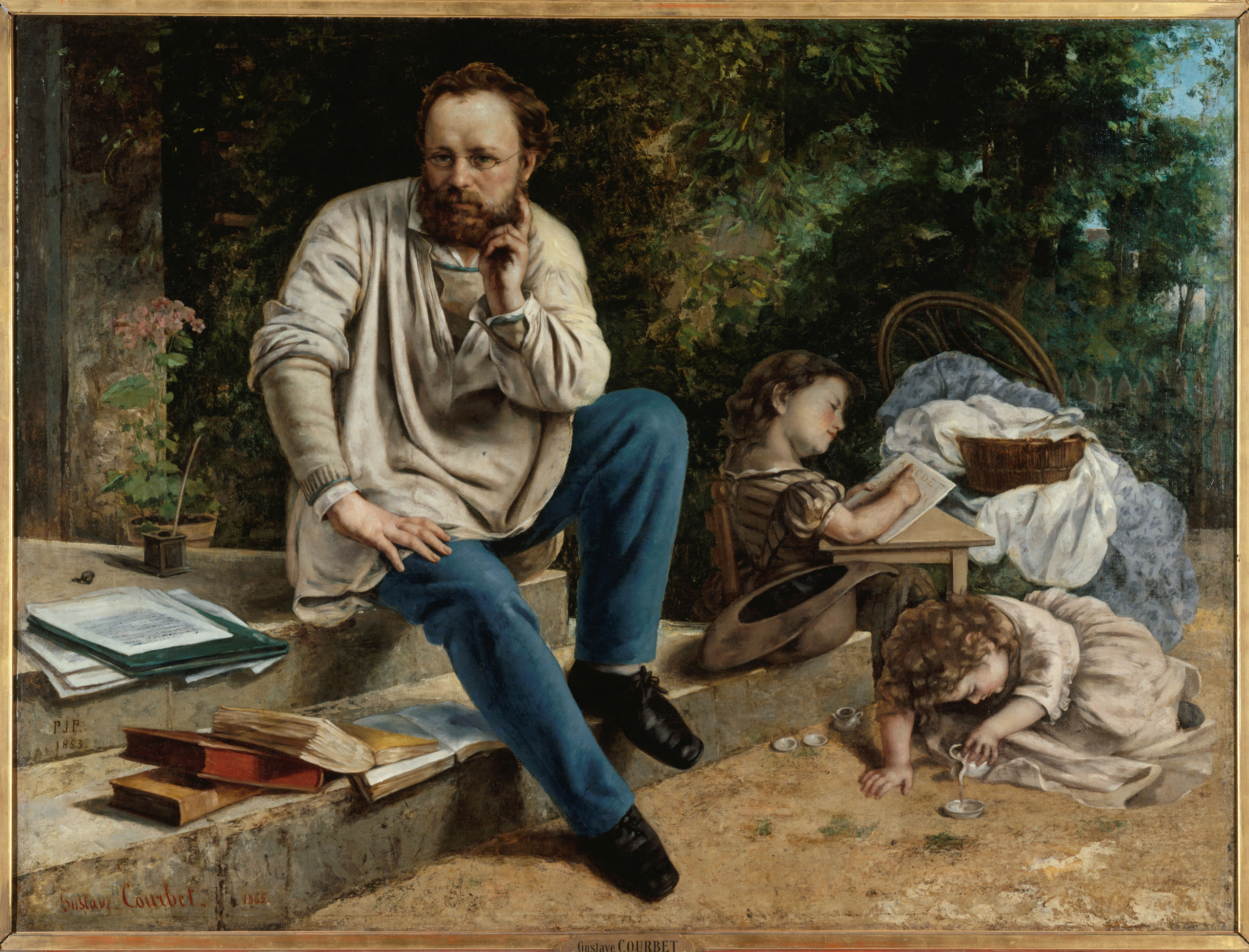
Proudhon a jeho děti
obraz Gustava Courbeta

Dalším anarchistickým směrem je mutualismus, stojící mezi anarchoindividualismem a anarchokolektivismem, vychází z názorů Francouze P. J. Proudhona (známý citátem „vlastnictví je krádež“). Společenský řád by měl být dle mutualistů řešen na ekonomické bázi spravedlivé směny. Umožňuje tedy spravedlivou směnu, díky které skupiny a osoby mohou smlouvat. Ty pak dále mohou obchodovat se zbožím, aniž by usilovali o zisk a vykořisťovali by. Ideolog Pierre-Joseph Proudhon se často řídil americkými individualisty, zejména Josiahem Warrenem, a dál základy tomuto směru. Dalším z čeho vycházel, byly malé obce rolníků nebo švýcarští hodináři, kteří tradičně spravovali své potřeby vzájemnou spoluprací.

### Anarchokolektivismus
Vedle anarchoindividualismu se prosadil anarchokolektivismus, propagující vytváření svobodných kolektivů se společnými výrobními prostředky (dělnické komuny). Představitelem kolektivistického anarchismu byl především Michail Bakunin. V otázce centrálního řízení se dostal do rozporu s Karlem Marxem, Bakuninovy a Marxovy tábory pak zápasily o rozhodující vliv v rámci První internacionály, což vyústilo v její rozpad.
Anarchokolektivisté vycházejí z toho, že člověk musí se společnosti spolupracovat. Kořeny najdeme v socialismu. Snaží se pracovat pro společné dobro, než aby každý pracoval na individuálním sobectví. Snaží se dospět k tomu, čemu říkal Kropotkin „vzájemná pomoc“. Tento směr zásadně odmítá kapitalismus, který považují za vykořisťování a hierarchickou nespravedlnost.

### Anarchokomunismus

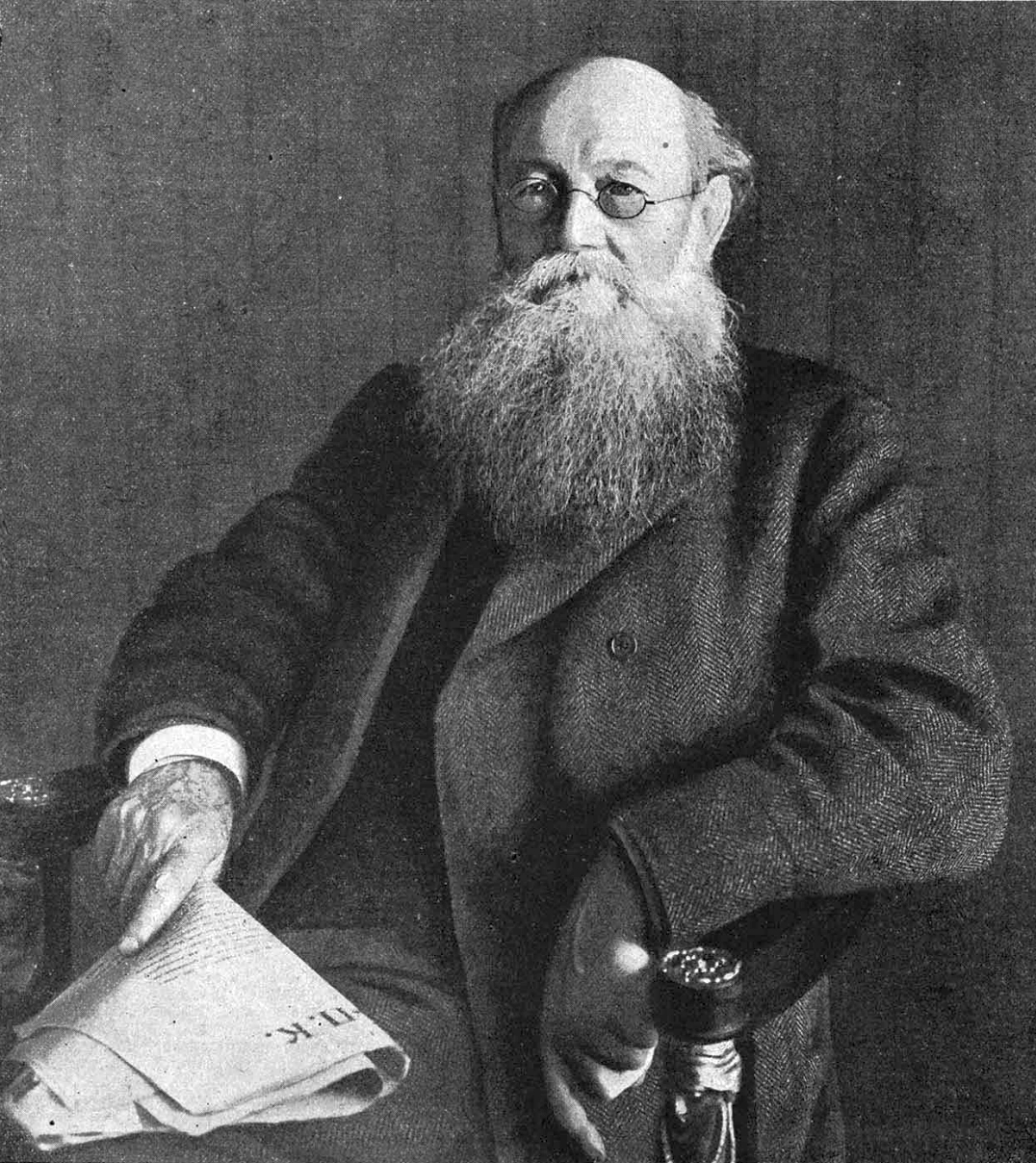
Petr Kropotkin, jeden z výrazných teoretiků anarchokomunismu.

Tento směr zaujímá svou nejradikálnější podobu. Hlásá, že lidé by měli žit pospolu a v komunách. Lidé by měli pracovat pro blaho všech a bohatství komun patří každému stejně. Petr Kropotkin byl nejviditelnějším teoretikem a představitelem anarchokomunismu, de facto prvního uceleného anarchistického světonázoru. Ve svých dílech jako Dobývání chleba, Pole, továrny a dílny nebo Pospolitost – vzájemná pomoc, jako první zřetelně a srozumitelně načrtl podobu budoucí anarchistické společnosti. Dále tvrdil, že v městských státech jako bylo antické Řecko se vzájemné pomoci dařilo, avšak v nynějších kapitalistických státech založených na konkurenci se nedaří a současně ohrožují další vývoj lidského druhu. Hnutí tudíž obdivuje obce typu středověkých městských států nebo rolnické obce. Byli toho názoru, že každá komuna bude soběstačná a bude mít svůj společný majetek.
Úlohy komun si můžeme rozdělit do třech části. První je, že společný majetek zamezí budoucímu sobectví a vykořisťování. Za druhé do komun se přijímá na základě přímé demokracie. Ta může proběhnou jen díky vysoké účasti lidí a politické rovnosti. Za třetí, komuny jsou menší obce, které díky tomu lépe zvládají vzájemné interakce mezi spoluobčany.

### Anarchosyndikalismus
Teorie syndikalismu vychází z myšlenek socialismu a zjednodušovala pojetí třídního boje. Jejich teorie byla taková, že lidé, kteří jsou vykořisťování, a to dělníci a rolníci, se musí spojit a bránit  tzv. syndikátem neboli sdružením, které se bude snažit o lepší pracovní podmínky, zvýšení mzdy a kratší pracovní dobu. Tato teorie byla občas velice zmatená, ale i tak lákala ostatní anarchisty, kteří chtěli šířit myšlenky masám lidí. Díky tomu vznikly dva směry syndikalismu. První směr byl ten, že odmítali politiku. Tu pokládali za obsahově korumpující a dělníci by měli svou moc uplatňovat pomocí různých bojkotů, stávek nebo sabotáží. Za druhé anarchisté spatřovali v syndikátech budoucí decentralizovanou společnost bez jakékoli hierarchie. Někteří kolektivističtí anarchisté obhajovali roli odborových svazů, ve kterých by mohla organizovaná pracující třída přistoupit k revoluci, které by předcházela generální stávka, paralyzující chod kapitalistické společnosti. Tito anarchisté se nazývají anarchosyndikalisté. V roce 1922 se na berlínském kongresu spojili do Mezinárodní asociace pracujících (MAP), navazující na Bakuninskou sekci I. Internacionály. MAP existuje dodnes a má členské sekce ve více než 15. zemích.

### Anarchoprimitivismus
Anarchoprimitivismus je anarchistická kritika původu a vývoje civilizace. Primitivisté tvrdí, že změna z lovecko-sběračské k zemědělské formě obživy přinesla s sebou společenskou stratifikaci, násilné ovládání lidí a vzájemné odcizení. Řešením je podle primitivistů návrat k předmoderním prvkům způsobu života skrze de-industrializaci, zrušení specializace a dělby práce, opuštění od technologie i zrušení povinného státem oktrojovaného systému vzdělání.

### Anarchokapitalismus

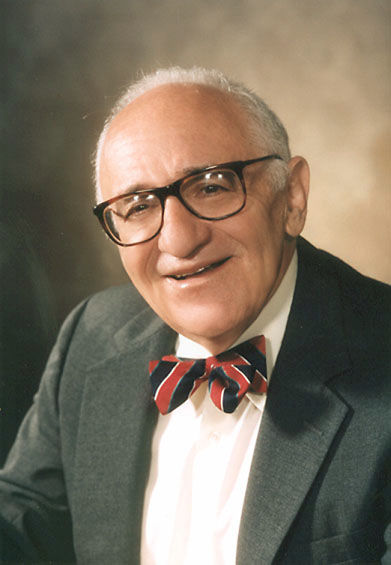
Murray Rothbard, zakladatel anarchokapitalismu.

Anarchokapitalismus je syntézou anarchismu a laissez faire, to znamená volného trhu bez jakýchkoliv státních zásahů. Anarchokapitalisté prosazují právo na soukromé vlastnictví a právo svůj majetek a svou práci dobrovolně směňovat s jinými lidmi. Na rozdíl od jiných směrů anarchismu vidí kapitalismus jako nejsvobodnější ekonomické uspořádání, ve kterém nedochází k donucení.
Díky tržnímu hospodářství ve 2. polovině 20. století přišly i radikálnější názory ze všech politických stran. Anarchisté tohoto směru jsou názoru, že lidské potřeby uspokojí samotný trh. Byli toho názoru, že ziskové bezpečnostní agentury budou poskytovat lepší služby, než například dnešní policie. Za nejdůležitější však považují to, že smlouvy se soukromými agenturami se budou uzavírat zcela dobrovolně. A jediné, co je bude regulovat, budou neosobní tržní síly. Tento směr se stal základní tvorbou pro několik států, zejména pro USA. Tam už funguje několik soukromých věznic nebo ve Spojeném království se hojně využívají soukromé bezpečnostní služby, které jsou známé jako “sousedské hlídky”.

### Anarchopacifismus
Mnoho anarchistů podporuje tzv. propagandu činem a násilné revoluce za účelem dosažení svých cílů. Pro ostatní naopak násilí odporuje jejich přesvědčení a považují ho za chybné. Z morálního hlediska shledávají jakoukoli formu agrese za nepřijatelnou. Na této bázi je založen anarchopacifismus.
Anarchopacifismus stojí zásadně proti militarismu a násilí. Dokonce i v boji proti státu odsuzuje používání zbraní. Hlavní uskupení, zastávající tuto myšlenku, jsou protiválečné hnutí a anti-nukleární hnutí.

### Náboženské směry
Anarchismus je antiklerikální hnutí. Zřetelně se však vytvořily náboženské anarchistické směry, buddhistický anarchismus, křesťanský anarchismus nebo anarchopaganismus.

## Příklady anarchistických společností
Piarrové, kteří žijí u přítoku Orinoka, si zakládají na mimořádné individuální svobodě a autonomii. Snaží se, aby žádný z jejich členů nikdy nepodléhal druhému. Dbají na to, ať nikdo z nich nezíská přístup ke kontrole ekonomických zdrojů, čím by mohl začít ovládat ostatní.
Tivové, kteří žijí kolem řeky Benue ve střední Nigérii, žijí hierarchickým uspořádáním, např. si muži propůjčují právo na plodnost u tamních dívek. Ani zde neuvidíme žádné větší politické uskupení. Jakákoli snaha založit směr, který by měl ovládat ostatní, ihned Tivové zakázali.

### Revoluční jednání podle anarchistů
Je to jakékoli kolektivní jednání, které odmítá nadvládu nebo nashromážděnou moc. Nicméně nejde o jednorázovou revoluci, která musí nadvládu strhnout a nastolit svá vlastní pravidla. Jde o komunitu, která se vyvaruje těmto nezbytným zásadám.

### Antiglobalizační hnutí
Nejedná se o čistě anarchistické hnutí, avšak stále častěji si zakládá na převzatých prvcích z anarchismu. K otázce globalizace si stojí za tím, že je potřeba odstranit národní státy a to znamená odstranění národních hranic.

## Citát
„Především pokud se týče slova anarchism (sic), buď vzpomenuto, že to znamená bezvládí; soustava, která neuznává vlády, především vlády státní, ale pak ani náboženské, hospodářské, zkrátka žádné vlády, autority. (Francouz Proudhon slovo anarchism rozšířil.)“ (T. G. Masaryk: Ideály humanitní)